# Мелендес, Хорхе
Хорхе Мелендес Рамирес (15 апреля 1871 в Сан-Сальвадоре, Сальвадор – 22 ноября 1953), был сыном Рафаэля Мелендеса и Мерседес Рамирес. Его женой была Тула Маццини. У них было трое детей: Хорхе (умер в юности), Мария де лос Анджелес и Рикардо. Он был младшим братом Карлоса Мелендеса. Президент Сальвадора с 1 марта 1919 по 1 марта 1923.

## Семья
Отец — Рафаэль Мелендес, заслуженный портной. Его мать — Мерседес Рамирес, была дочерью Норберто Рамиреса, 24-го президента Никарагуа.